# Arteria oftalmica
L'arteria oftalmica è la prima diramazione intradurale dell'arteria carotide interna, responsabile dell'irrorazione sanguigna del globo oculare e dei suoi annessi.

## Struttura
L'arteria oftalmica emerge dall'arteria carotide interna dopo che questa è uscita dal seno cavernoso; in alcuni casi può emergere prima. Essa origina medialmente rispetto al processo clinoideo anteriore e si dirige anteriormente, nel canale ottico, occupando una posizione inferolaterale rispetto al nervo ottico.
In una minoranza dei casi l'arteria oftalmica può anche trovarsi superiormente rispetto al nervo ottico.
Nel terzo posteriore del cono dell'orbita, l'arteria diventa mediale e decorre medialmente fiancheggiando la parete mediale dell'orbita.

## Percorso
L'arteria oftalmica si dirige verso la parte orbicolare anteriore andando a fornire varie diramazioni più piccole fino alle arteriole, fiancheggiando prima la faccia laterale della cavità orbitaria e successivamente la superiore e la mediale del nervo ottico.
Dopo essere passata al di sopra nel nervo ottico, raggiunge la parete mediale della cavità orbitaria portandosi sino al muscolo obliquo superiore e dividendosi infine in due rami terminali che fuoriescono dall'orbita stessa: l'arteria sopratrocleare e l'arteria dorsale del naso.

## Diramazioni
L'irrorazione del globo oculare è garantita dalle numerose collaterali (ben undici) che dall'arteria oftalmica si dipartono a livello inter-orbitario e che sono, in dettaglio:
- arteria lacrimale
- arteria centrale della retina
- arteria sopraorbitale
- arterie ciliari posteriori brevi
- arterie ciliari posteriori lunghe
- arteria muscolare superiore
- arteria muscolare inferiore
- arteria etmoidale anteriore
- arteria etmoidale posteriore
- arteria palpebrale superiore
- arteria palpebrale inferiore

Dalle arterie etmoidali si diramano le arterie meningee anteriori che vanno a distribuirisi sulla dura madre, mentre l'arteria della retina è importante per la sua irrorazione della retina appunto, raggiunta dopo che il vaso sanguigno ha percorso il nervo ottico in tutta la sua lunghezza.